# San Miguel (Iglesia católica)

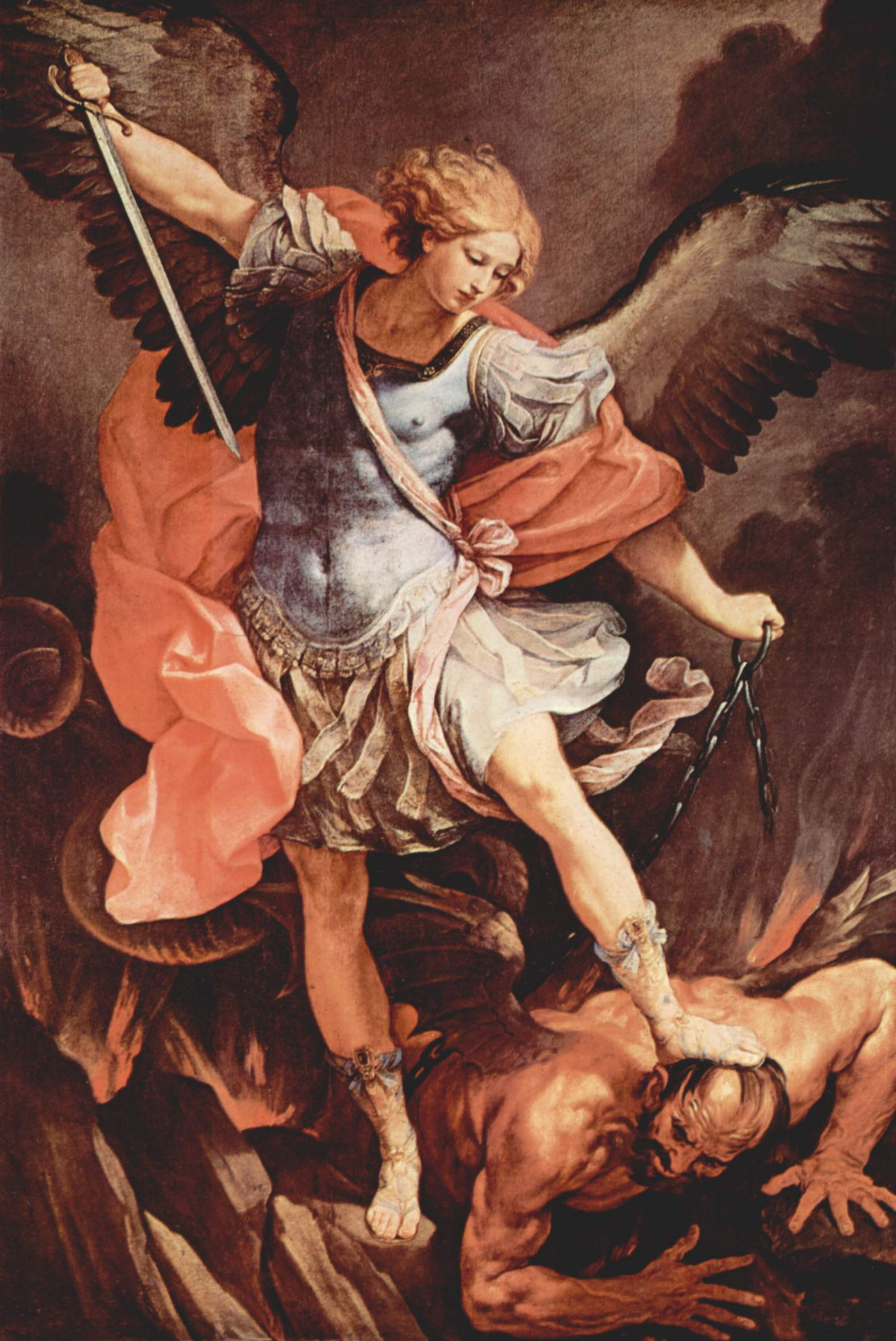
El Arcángel San Miguel derrotando a Satanás, por Guido Reni.

El Arcángel San Miguel es mencionado en el Antiguo Testamento y forma parte fundamental de las enseñanzas del cristianismo desde sus inicios. Sin embargo, con el pasar de los siglos, incluso en los siglos XIX y XX, se han ido desarrollando diferentes tradiciones y visiones católicas de Miguel. Por ejemplo, el papa León XIII promovió una Oración a san Miguel arcángel en 1884, que fue reafirmada por el papa San Juan Pablo II, quien instó a todos los católicos a seguir utilizándola en sus oraciones: "Yo les pido a todos que no la olviden, y que la reciten para obtener ayuda contra las fuerzas del mal".
Al Arcángel Miguel se le atribuyen roles específicos en la Iglesia católica que comprenden desde actuar como el oponente directo de Satanás hasta estar encargado de la salvación de las almas en el momento de la muerte de Lucifer. La literatura católica le ha dado el título de Príncipe de la Iglesia y Príncipe de la Milicia Celestial y lo vincula a contextos tan variados como la aparición de la Virgen María ante 3 niños pastores en Fátima y la consagración de Rusia en el año 1917. Este artículo reseña estas tradiciones y enseñanzas católicas sobre Miguel.

## Los Arcángeles
Los ángeles en general, y los arcángeles en particular, tienen funciones específicas dentro de la enseñanza católica. El Catecismo de la Iglesia católica (pp 334-335) establece que

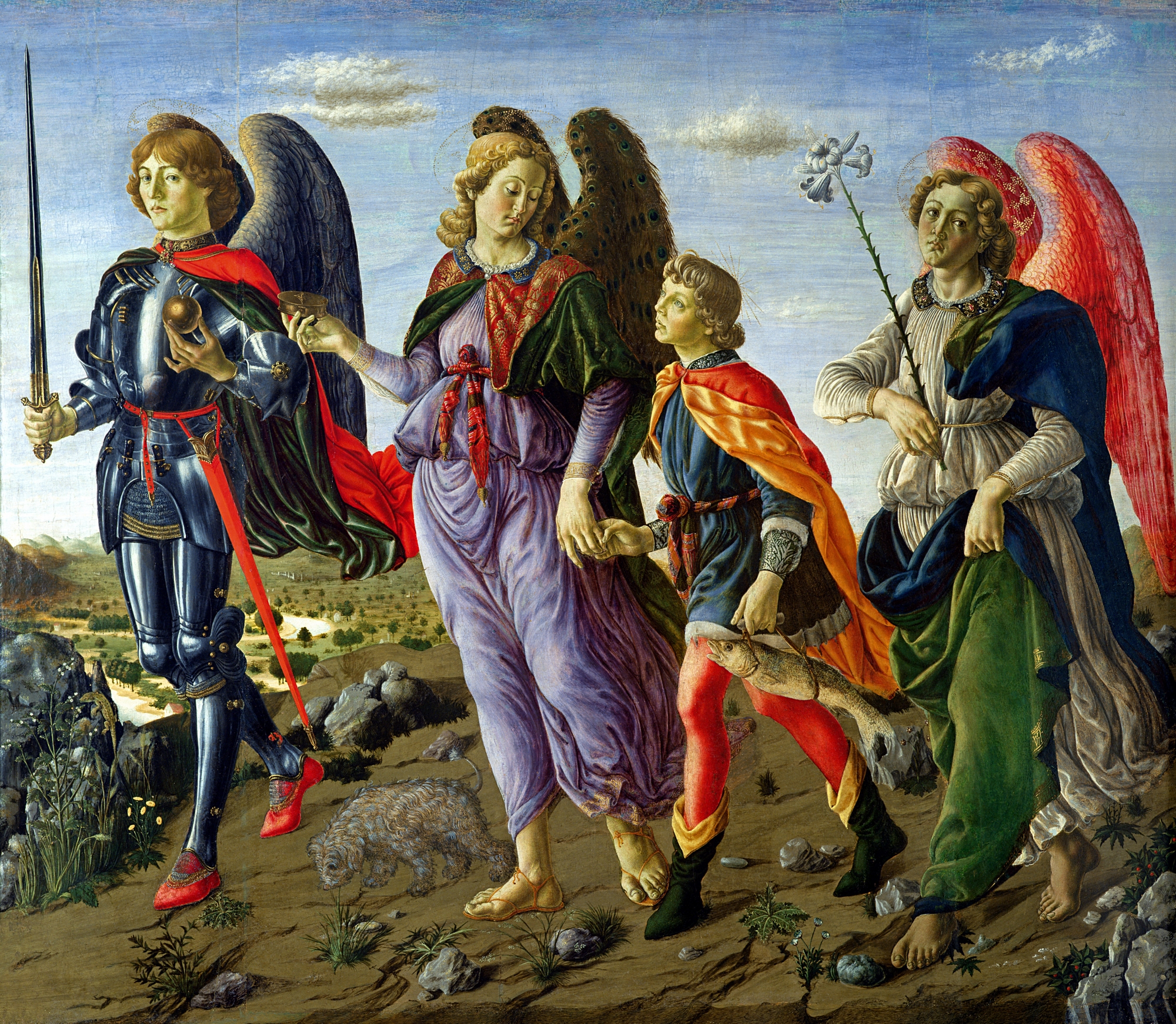
Arcángel Miguel, acompañado por el Arcángel Rafael y Gabriel. Por: Francesco Botticini, 1470

"La vida entera de la Iglesia se beneficia de la ayuda misteriosa y poderosa de los ángeles... Desde sus inicios hasta la muerte, la vida humana está rodeada por sus atentos cuidados y su intercesión". 

La tradición católica llama arcángeles a Miguel, Gabriel y Rafael.  Miguel en hebreo significa “¿quién es como Dios?”, Gabriel significa “fuerza de Dios” y Rafael significa “Dios sana”. Miguel y Gabriel son mencionados en la Biblia como ángeles, pero Rafael sólo aparece en el libro de Tobías, considerado por la Iglesia libro canónico, es decir, divinamente inspirado y, por ende, parte de la Biblia.
Solo a Miguel se le llama arcángel en la Biblia. El significado original del nombre de Miguel dio lugar a la frase latina Quis ut Deus?, que aparece en sus representaciones artísticas cuando, retóricamente y con desprecio, él pregunta: "¿Quién es como Dios?", mientras da muerte a Satanás.
La fiesta de estos arcángeles se celebra el 29 de septiembre. Dentro de la jerarquía de los ángeles, en el más alto nivel; La palabra arcángel viene de las palabras griegas ἄρχω (archo, principal) y ἄɣɣελος (ángelos, mensajero). El profeta Daniel (Daniel 12:1) lo llamó: "Miguel, el gran príncipe que se levantará en el momento del fin".
El arte cristiano a menudo retrata arcángeles juntos. Por ejemplo, los arcángeles Miguel y Gabriel son conjuntamente representados en Nuestra Señora del Perpetuo Socorro, un icono bizantino de la Virgen María, que ha sido objeto de amplia devoción católica durante siglos.

## Miguel

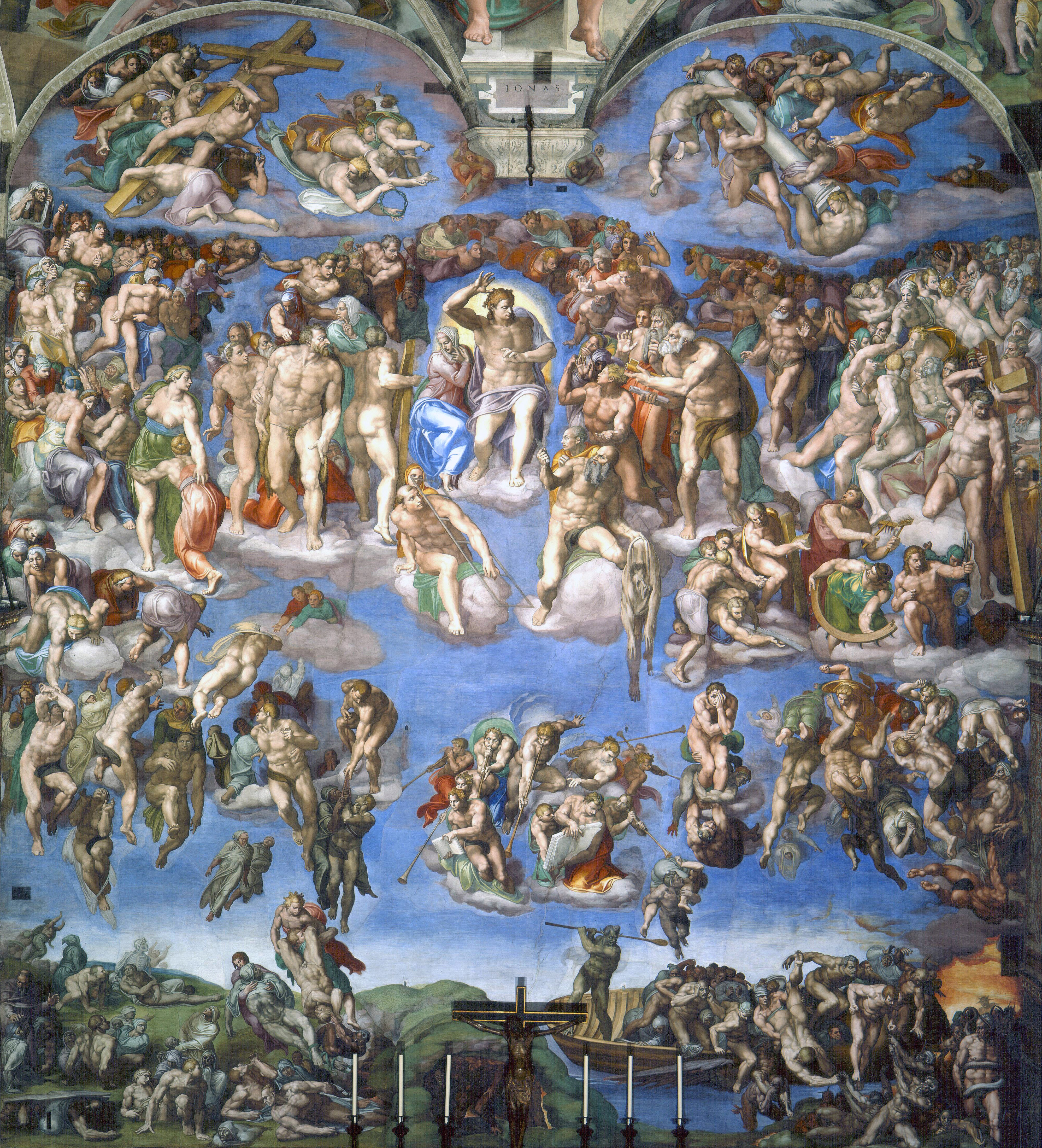
Juicio final de Miguel Ángel.

### El Libro de Daniel
En el Libro de Daniel, Miguel se describe como príncipe (Daniel 10,13;10,21;12,1), se menciona a Miguel como Príncipe del pueblo judío (Daniel 10,21; 12,1).

En aquel tiempo surgirá Miguel, el gran Príncipe que defiende a los hijos de tu pueblo. Será aquél un tiempo de angustia como no habrá habido hasta entonces otro desde que existen las naciones. En aquel tiempo se salvará tu pueblo: todos los que se encuentren inscritos en el Libro.
Daniel, 12, 1

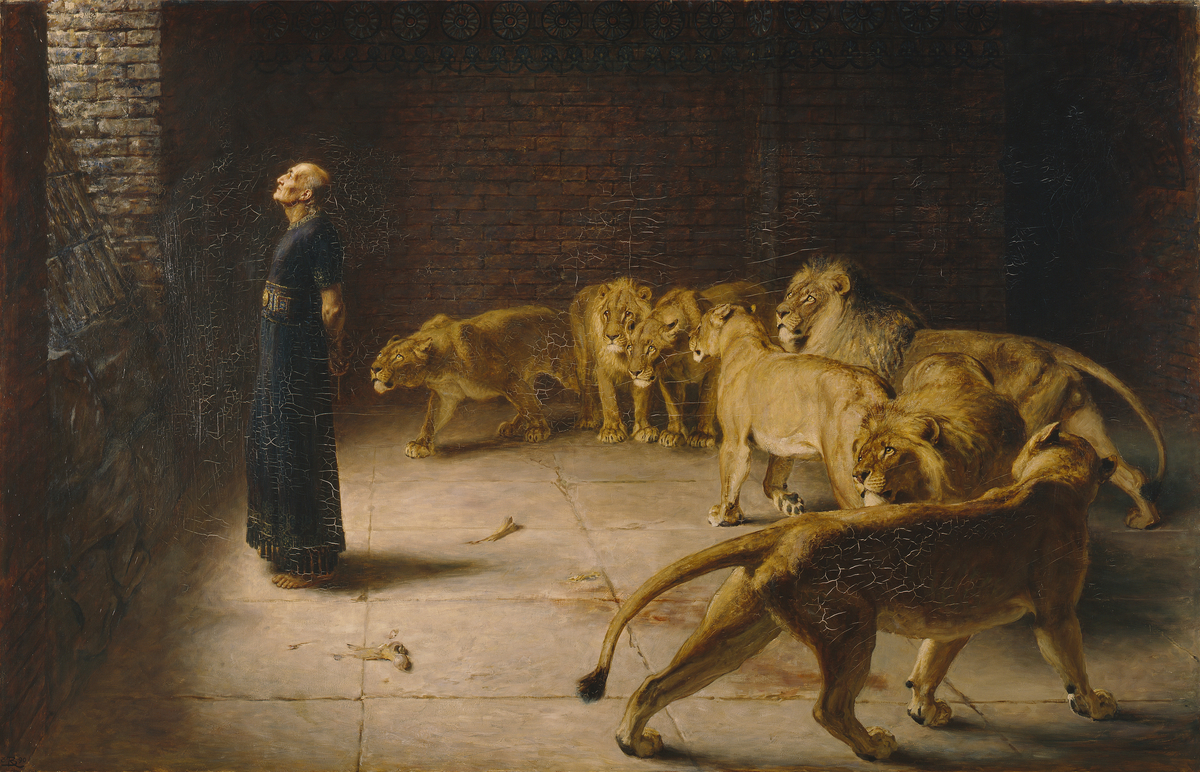
Representación ideada de Daniel en la fosa de los leones

Hay que considerar el hecho de que en libro de Daniel se establece que "Miguel es uno de varios de su misma clase" y aparece como "Miguel, uno de los Príncipes prominentes" o "Miguel, uno de los Príncipes Jefes (Sarim HaRishonim)" (cf. Ketuvim Danyel 10,13). En el Libro de Daniel no se aplica el término arcángel ni ángel para referirse a Miguel o a Satanás, sino que se usan términos como príncipes.

#### Evangelio según San Juan
En este evangelio se habla de un Ángel del Señor mientras Jesús se encontraba predicando, lo que constituye la posibilidad de que se trate de Miguel:

Porque el Ángel del Señor bajaba de tiempo en tiempo a la piscina y agitaba el agua; y el primero que se metía después de la agitación del agua, quedaba curado de cualquier mal que tuviera.
Biblia Jerusalem, Juan 5:4 

#### Epístola de Judas
Judas Tadeo en su epístola, se refiere a Miguel como arcángel (versículo 9) 

En cambio el arcángel Miguel, cuando altercaba con el diablo disputándose el cuerpo de Moisés, no se atrevió a pronunciar contra él juicio injurioso, sino que dijo: «Que te castigue el Señor.
Judas, 1, 9

#### El Libro de Apocalipsis
En este libro los católicos ven a Miguel combatiendo contra un dragón:

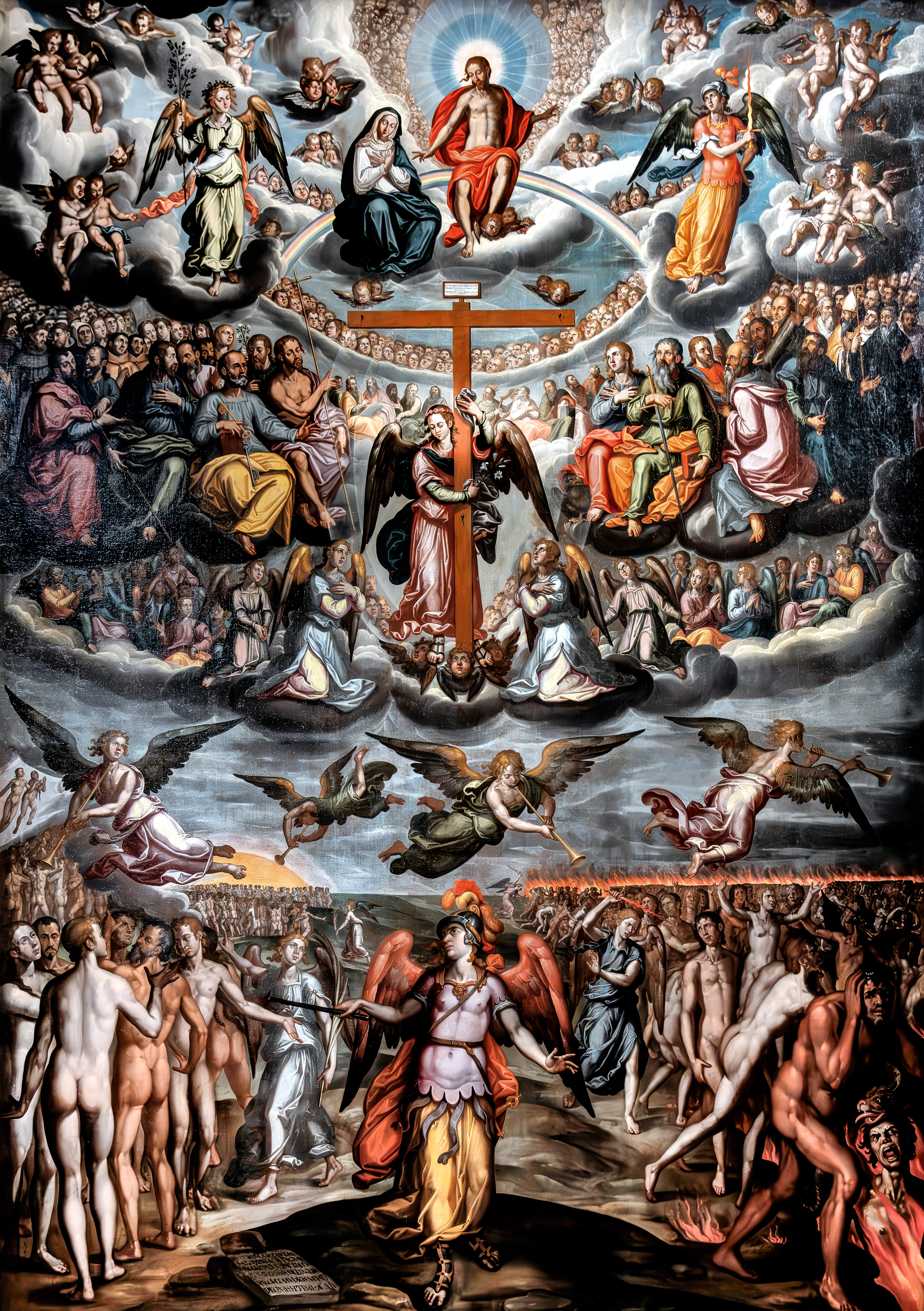
Arcángel Miguel en el Juicio Final por Francisco Pacheco.

Un gran signo apareció en el cielo: una mujer vestida del sol, y la luna bajo sus pies y una corona de doce estrellas sobre su cabeza; y está encinta, y grita con dolores de parto y con el tormento de dar a luz. Y apareció otro signo en el cielo: un gran dragón rojo que tiene siete cabezas y diez cuernos, y sobre sus cabezas siete diademas, y su cola arrastra la tercera parte de las estrellas del cielo y las arrojó sobre la tierra. Y el dragón se puso en pie ante la mujer que iba a dar a luz, para devorar a su hijo cuando lo diera a luz. Y dio a luz un hijo varón, el que ha de pastorear a todas las naciones con vara de hierro, y fue arrebatado su hijo junto a Dios y junto a su trono; y la mujer huyó al desierto, donde tiene un lugar preparado por Dios para ser alimentada mil doscientos sesenta días. Y hubo un combate en el cielo: Miguel y sus ángeles combatieron contra el dragón, y el dragón combatió, él y sus ángeles. Y no prevaleció y no quedó lugar para ellos en el cielo. Y fue precipitado el gran dragón, la serpiente antigua, el llamado Diablo y Satanás, el que engaña al mundo entero; fue precipitado a la tierra y sus ángeles fueron precipitados con él.
Apocalipsis, 12, 2-9